# Anniversaire de mariage
Pour les articles homonymes, voir Anniversaire (homonymie).
La célébration des anniversaires de mariage est une tradition de mariage de nombreux pays, les usages variant cependant de l'un à l'autre. Elle peut être l’occasion de réunions de famille (on y parle de mariage de papier, mariage de cuir, etc.) et d'une cérémonie de renouvellement de vœux (en).

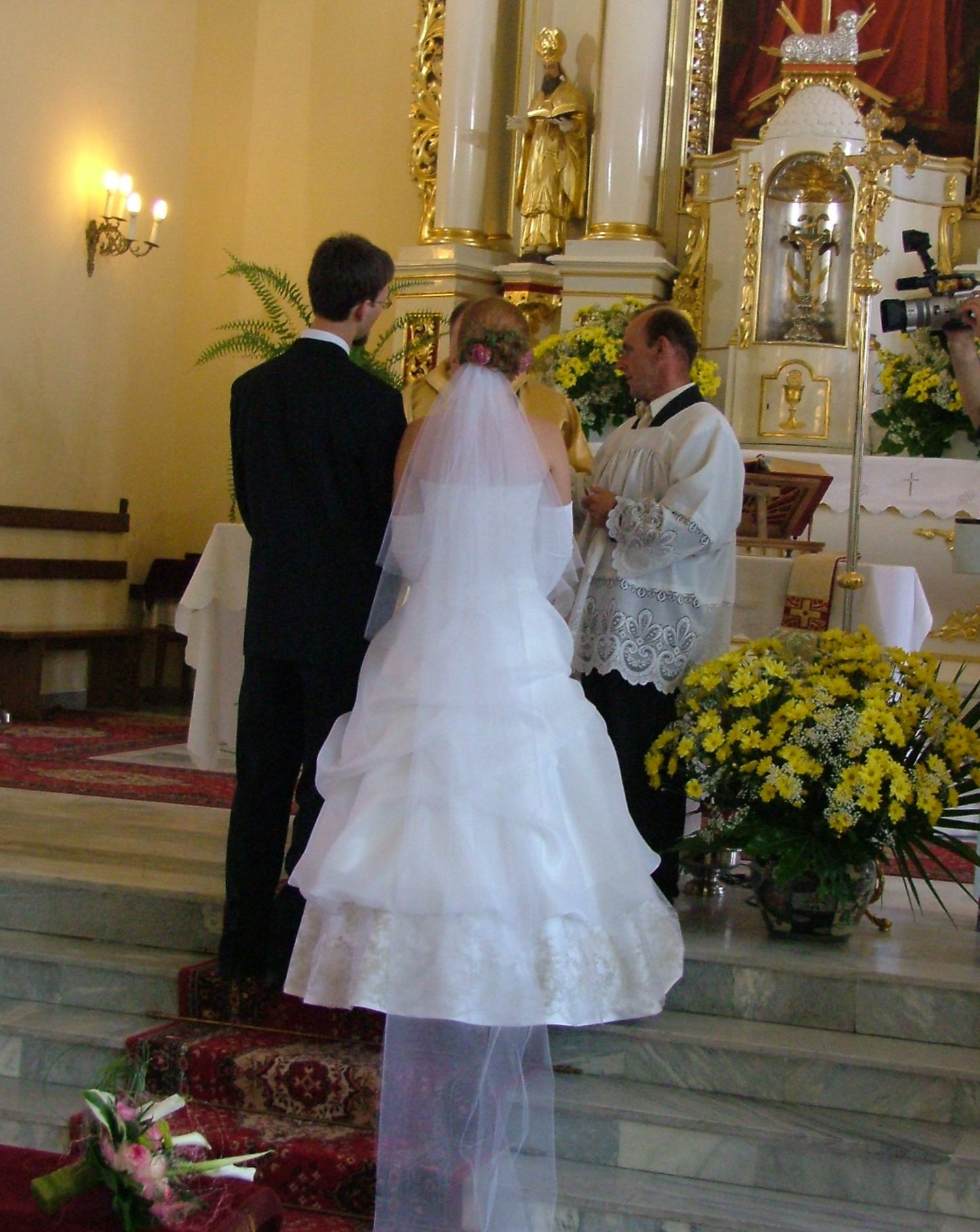
Un mariage religieux.

L’anniversaire de mariage est déjà mentionné dans l’Encyclopédie ou Dictionnaire raisonné des sciences, des arts et des métiers. Au XVIIIe siècle, on fête donc déjà son anniversaire de mariage, comme l’anniversaire d’un sacrement religieux. De ce fait, les cultures anglicanes, et plus généralement protestantes, fêtent traditionnellement moins les anniversaires de mariage.

## Histoire
En 1783, dans un ouvrage intitulé Cérémonies et coutumes religieuses de tous les peuples du monde , on trouve mention de la coutume des noces d'argent (25 ans) et d'or (50 ans) chez les adeptes du calvinisme.
Le folkloriste français Arnold Van Gennep rapporte, dans son Manuel de folklore français contemporain, que ces commémorations rappelant l'acte primitif ne concernent que certains anniversaires, à savoir les noces d'argent pour l'anniversaire des 25 années de mariage, les noces d'or pour les 50 ans de mariage et les noces de diamant célébrées à l'époque pour les 75 ans de mariage.
Van Gennep ajoute en outre que cette mode de la célébration des anniversaires de mariage, courante dans la petite bourgeoisie urbaine, ne se serait répandue dans les campagnes que dans le courant du XIXe siècle.

## Noms des anniversaires de mariage
Selon les coutumes populaires de savoir-vivre,, les années de mariage sont associées à une matière (végétale, animale ou minérale par exemple), ou encore à une fleur, un arbre ou un métal. Au XIXe siècle, on pouvait trouver mention de ces listes dans les almanachs ou la presse populaire. Il y a quelques variations selon les pays.
| Durée du mariage | Noces de   |
| ---------------- | ---------- |
| 1 an             | Coton      |
| 2 ans            | Cuir       |
| 3 ans            | Froment    |
| 4 ans            | Cire       |
| 5 ans            | Bois       |
| 6 ans            | Chypre     |
| 7 ans            | Laine      |
| 8 ans            | Coquelicot |
| 9 ans            | Faïence    |
| 10 ans           | Étain      |
| 11 ans           | Corail     |
| 12 ans           | Soie       |
| 13 ans           | Muguet     |
| 14 ans           | Plomb      |
| 15 ans           | Cristal    |
| 16 ans           | Saphir     |
| 17 ans           | Rose       |
| 18 ans           | Turquoise  |
| 19 ans           | Cretonne   |
| 20 ans           | Porcelaine |
| 21 ans           | Opale      |
| 22 ans           | Bronze     |
| 23 ans           | Béryl      |
| 24 ans           | Satin      |
| 25 ans           | Argent     |
| 26 ans           | Jade       |
| 27 ans           | Acajou     |
| 28 ans           | Nickel     |
| 29 ans           | Velours    |
| 30 ans           | Perle      |
| 31 ans           | Basane     |
| 32 ans           | Cuivre     |
| 33 ans           | Porphyre   |
| 34 ans           | Ambre      |

| Durée du mariage | Noces de                                 |
| ---------------- | ---------------------------------------- |
| 35 ans           | Rubis                                    |
| 36 ans           | Mousseline                               |
| 37 ans           | Papier                                   |
| 38 ans           | Mercure                                  |
| 39 ans           | Crêpe                                    |
| 40 ans           | Émeraude                                 |
| 41 ans           | Fer                                      |
| 42 ans           | Nacre                                    |
| 43 ans           | Flanelle                                 |
| 44 ans           | Topaze                                   |
| 45 ans           | Vermeil                                  |
| 46 ans           | Lavande                                  |
| 47 ans           | Cachemire                                |
| 48 ans           | Améthyste                                |
| 49 ans           | Cèdre                                    |
| 50 ans           | Or                                       |
| 51 ans           | Camélia                                  |
| 52 ans           | Tourmaline                               |
| 53 ans           | Merisier                                 |
| 54 ans           | Zibeline                                 |
| 55 ans           | Orchidée                                 |
| 56 ans           | Buis/lapis-lazuli (selon les références) |
| 57 ans           | Azalée                                   |
| 58 ans           | Érable                                   |
| 59 ans           | Olivier/vison (selon les références)     |
| 60 ans           | Diamant                                  |
| 61 ans           | Platane                                  |
| 62 ans           | Ivoire                                   |
| 63 ans           | Lilas                                    |
| 64 ans           | Astrakan                                 |
| 65 ans           | Palissandre                              |
| 66 ans           | Jasmin                                   |

| Durée du mariage | Noces de         |
| ---------------- | ---------------- |
| 67 ans           | Chinchilla       |
| 68 ans           | Granit           |
| 69 ans           | Mélèze           |
| 70 ans           | Platine          |
| 71 ans           | Ocre             |
| 72 ans           | Titane           |
| 73 ans           | Fonte            |
| 74 ans           | Sienne           |
| 75 ans           | Albâtre          |
| 76 ans           | Zinc             |
| 77 ans           | Silice           |
| 78 ans           | Ébène            |
| 79 ans           | Bambou           |
| 80 ans           | Chêne            |
| 81 ans           | Cornaline        |
| 82 ans           | Grenat           |
| 83 ans           | Vanille          |
| 84 ans           | Iris             |
| 85 ans           | Uranium          |
| 86 ans           | Jaspe            |
| 87 ans           | Psilocybe        |
| 88 ans           | Pehuen           |
| 89 ans           | Onyx             |
| 90 ans           | Granite          |
| 91 ans           | Héliodore        |
| 92 ans           | Lys              |
| 93 ans           | Lapis-lazuli     |
| 94 ans           | Péridot          |
| 95 ans           | Adansonia        |
| 96 ans           | Potasse          |
| 97 ans           | Tourmaline noire |
| 98 ans           | If               |
| 99 ans           | Araucaria        |
| 100 ans          | Eau              |

## Records de longévité de mariages

### En France
On dénombre à ce jour au moins sept mariages dont la durée a excédé 80 ans.
André et Suzanne Brosse, mariés le 24 décembre 1932 à Villers-lès-Nancy (Meurthe-et-Moselle), ont fêté les premières noces de Chêne du pays fin 2012. Leur union s'est achevée le 6 décembre 2013 avec la mort du mari : elle aura duré 80 ans et 347 jours.
Jusqu'en 2012, la plus longue union recensée en France a été celle de Georges et Georgette Hébert de Perriers-sur-Andelle, qui s'est achevée avec la mort du mari le 6 décembre 2010. Leur mariage, célébré le 5 janvier 1929, a duré 81 ans et 335 jours, faisant d'eux le premier couple à avoir célébré des noces de Cornaline.
Marcel et Paulette Darcy leur ont succédé, avec leur union qui a duré 82 ans et 252 jours, faisant d'eux les premiers à célébrer des noces de Grenat. Leur mariage a eu lieu le 9 septembre 1930 à Dijon et s'est achevé le 19 mai 2013, date à laquelle Mme Darcy s'est éteinte à l'âge de 102 ans et 278 jours. M. Darcy, quant à lui, est mort le 20 avril 2018 à l'âge de 109 ans et 164 jours : il était le doyen de la Bourgogne et le 4e homme le plus âgé de France.
Leur record a lui-même été battu le 6 août 2021 par Marcel et Berthe Brouard, de Saint-Éliph, mariés le 26 novembre 1938, jusqu'au décès du mari le 6 avril 2022. Ils détiennent à ce jour le record du mariage le plus long (83 ans et 131 jours) jamais enregistré en France. Le couple est ainsi le premier à avoir célébré des noces de Vanille en France. Marcel était alors âgé de 107 ans tandis que Berthe avait 100 ans.
En 2019, Michel et Marie Lambrinidis, mariés le 18 février 1939, ont fêté leurs noces de chêne à Saint-Maurice-de-Beynost dans le département de l'Ain. Michel était alors âgé de 106 ans et Marie de 98 ans. Michel est mort le 15 octobre 2019. Leur mariage aura duré 80 ans et 239 jours.
En octobre 2022, le peintre Pierre Soulages et Colette Soulages célèbrent leurs noces de chêne aux âges respectivement de 102 ans et de 101 ans. Le célèbre peintre décède peu de temps après, le 26 octobre 2022.
Le 4 octobre 2024, Denise et René Debove, âgés 102 ans, sont le deuxième couple français a célébrer officiellement leur noces de Vanille. Denise décède le 11 janvier 2025.

### En Belgique
En 2023, le record appartient au couple formé par Eduard Cuyvers et Angeline Haeseldonckx, le premier à fêter ses noces de chêne dans le pays. Mariés le 30 janvier 1943 à Geel, en province d'Anvers, Eduard Cuyvers, né en juin 1923 et Angeline Haeseldonckx, née en juin 1925, célèbrent leurs 80 ans de mariage à Houthalen, province du Limbourg, où ils résident, le 30 janvier 2023. 

### Au Canada
Au Canada, le record appartient au couple Clem et Millie Mintz, résidant en Ontario. Ceux-ci ont célébré leur 80e anniversaire de mariage en 2014. La conjointe est morte quelques mois plus tard, le 1er février 2015, à l'âge de 96 ans.

### Ailleurs dans le monde
Les détenteurs de records changent souvent mais on peut citer les Américains Zelmyra et Herbert Fisher qui se sont mariés le 13 mai 1924 et ont été unis pendant 86 ans et 290 jours jusqu'à la mort du marié en 2011, à l'âge de 105 ans. Zelmyra sera sa veuve pendant 2 ans avant de s'éteindre à 105 ans elle aussi,.

## Autres utilisations des noms d'anniversaires
La symbolique des matières est utilisée pour des anniversaires concernant d'autres évènements personnels que le mariage, tels que l'ancienneté à un poste, une carrière dans une entreprise, une administration ou une association, ou encore un règne. Ainsi, en 2002 la reine du Royaume-Uni Élisabeth II célèbre le « jubilé d'or » de son règne, matière associée aux 50 ans, puis en 2012 le « jubilé de diamant », matière associée aux 60 ans et en 2022 le « jubilé de platine », matière associée aux 70 ans.